# Автомобільні шляхи Кіровоградської області
Автомобі́льні шляхи́ Кіровоградської області — мережа доріг на території Кіровоградщини, що об'єднує між собою населені пункти та окремі об'єкти та призначена для руху транспортних засобів, перевезення пасажирів та вантажів.

## Дороги державного значення

### Міжнародні автомобільні дороги
| Індекс та номер дороги | Маршрут у межах області | Протяжність у межах області, км |
| ---------------------- | --- | ------------------------------- |
| E50 E584 М04           | Знам'янка М12 • Н01 • Т 1211 — Т 1220 — Олександрія М22 • Т 1205 • Т 1215 — Дніпропетровська область | 68 км                           |
| E95 М05                | Черкаська область — Великі Трояни Н24 • Т 0207 — Благовіщенське Т 2415 — Одеська область | 38 км                           |
| E50 E584 М12           | Знам'янка М04 • Н01 • Т 1211 — Т 1207 — Кропивницький М13 • Н14 • Н23 • Т 1201 • Т 1205 • Т 1221 — Івано-Благодатне Т 1202 — Велика Виска Т 1212 — Олександрівка Т 2401 — Новоархангельськ Т 1206 • Т 1214 — Нерубайка Т 2415 — Черкаська область | 180 км                          |
| E584 М13               | Кропивницький М12 • Н14 • Н23 • Т 1201 • Т 1205 • Т 1221 — Шевченкове Т 1202 — Т 2401 — Миколаївка Т 1222 — Т 1214 — Миколаївська область | 87 км                           |
| E584 М22               | Олександрія М04 • Т 1205 • Т 1215 — Павлиш Т 1203 — Полтавська область | 40 км                           |

### Національні автомобільні дороги
| Індекс та номер дороги | Маршрут у межах області | Протяжність у межах області, км |
| ---------------------- | --- | ------------------------------- |
| Н01                    | Знам'янка М04 • М12 • Т 1211 — Т 1207 — Олександрівка Н14 • Т 1209 • Т 1217 — Черкаська область                                                                                  | 50 км                           |
| Н08                    | Дніпропетровська область — Дача Т 1203 — Полтавська область | 23 км                           |
| Н14                    | Олександрівка Н01 • Т 1209 • Т 1217 — Івангород Т 1223 — Кропивницький М12 • М13 • Н23 • Т 1201 • Т 1205 • Т 1221 — Компаніївка Т 1216 — Бобринець Т 2401 — Миколаївська область | 155 км                          |
| Н23                    | Кропивницький М12 • М13 • Н14 • Т 1201 • Т 1205 • Т 1221 — Кам'янець Т 1218 — Куцівка Т 1210 — Т 1204 — Дніпропетровська область                                                 | 86 км                           |
| Н24                    | Великі Трояни М05 • Т 0207 — Голованівськ Т 2415 — Пушкове Т 1208 — Миколаївська область                                                                                         | 45 кма                          |

### Регіональні автомобільні дороги
| Індекс та номер дороги | Маршрут у межах області                                                         | Протяжність у межах області, км |
| ---------------------- | ------------------------------------------------------------------------------- | ------------------------------- |
| Р10                    | Черкаська область — Подорожнє Т 1211 — Світловодськ Т 1703 — Полтавська область | 38 км                           |

### Територіальні автомобільні дороги
| Індекс та номер дороги | Маршрут у межах області                                                                                         | Протяжність у межах області, км |
| ---------------------- | --- | ------------------------------- |
| Т 1201                 | Кропивницький М12 • М13 • Н14 • Н23 • Т 1205 • Т 1221 — Каніж — Новомиргород Т 1206 • Т 1209 • Т 1212 • Т 2401  | 51,7 км                         |
| Т 1202                 | Івано-Благодатне М12 — Шевченкове М13                                                                           | 13,5 км                         |
| Т 1203                 | Павлиш М22 — Дача Н08                                                                                           | 31,6 км                         |
| Т 1204                 | Долинська Т 1210 — Н23                                                                                          | 19,3 км                         |
| Т 1205                 | Кропивницький М12 • М13 • Н14 • Н23 • Т 1201 • Т 1221 — Нова Прага Т 1218 — Олександрія М04 • М22 • Т 1215      | 59,3 км                         |
| Т 1206                 | Новоархангельськ М12 • Т 1214 — Петроострів — Новомиргород Т 1201 • Т 1209 • Т 1212 • Т 2401                    | 83,3 км                         |
| Т 1207                 | Н01 — Гайдамацьке — М12                                                                                         | 38,3 км                         |
| Т 1208                 | Пушкове Н24 — Вільшанка Т 1219 — Добровеличківка Т 1214                                                         | 51,6 км                         |
| Т 1209                 | Новомиргород Т 1201 • Т 1206 • Т 1212 • Т 2401 — Кримки Т 1223 — Олександрівка Н01 • Н14 • Т 1217               | 48,9 км                         |
| Т 1210                 | Устинівка Т 1216 • Т 2401 — Долинська Т 1204 — Куцівка Н23 — Петрове Т 1215 — Дніпропетровська область          | 118 км                          |
| Т 1211                 | Знам'янка М04 • М12 • Н01 — Т 1220 — Глинськ Т 1215 — Подорожнє Р10                                             | 51 км                           |
| Т 1212                 | Новомиргород Т 1201 • Т 1206 • Т 1209 • Т 2401 — Велика Виска М12                                               | 20,7 км                         |
| Т 1214                 | Новоархангельськ М12 • Т 1206 — Тишківка Т 1219 — Добровеличківка Т 1208 — Піщаний Брід Т 1504 — Миколаївка М13 | 81,7 км                         |
| Т 1215                 | Глинськ Т 1211 — Олександрія М04 • М22 • Т 1205 — Петрове Т 1210 — межа області                                 | 88,6 км                         |
| Т 1216                 | ШишкинеТ 2401 — Компаніївка Н14 — Устинівка Т 1210 • Т 2401                                                     | 73,1 км                         |
| Т 1217                 | Олександрівка Н01 • Н14 • Т 1209 — Черкаська область                                                            | 22 км                           |
| Т 1218                 | Кам'янець Н23 — Шарівка — Нова Прага Т 1205                                                                     | 34,4 км                         |
| Т 1219                 | Тишківка Т 1214 — Вільшанка Т 1208 — Миколаївська область                                                       | 40 км                           |
| Т 1220                 | Т 1211 — М04 | 4,4 км                          |
| Т 1221                 | Кропивницький М12 • М13 • Н14 • Н23 • Т 1201 • Т 1205 — Рівне Т 2401                                            | 45 км                           |
| Т 1222                 | Новоукраїнка Т 1504 • Т 2401 — М13 — Миколаївська область                                                       | 22 км                           |
| Т 1223                 | Івангород Н14 — Кримки Т 1209                                                                                   | 23,5 км                         |

Частково територією області проходять територіальні автомобільні дороги інших областей
| Індекс та номер дороги | Маршрут у межах області | Протяжність у межах області, км |
| ---------------------- | --- | ------------------------------- |
| Т 0207                 | Вінницька область — Гайворон — Великі Трояни М05 • Н24 | 38 км                           |
| Т 1504                 | Миколаївська область — Піщаний Брід Т 1214 — Новоукраїнка Т 1222 • Т 2401 | 34 км                           |
| Т 1703                 | Полтавська область — Світловодськ Р10 | 15 км                           |
| Т 2401                 | Черкаська область — Новомиргород Т 1201 • Т 1206 • Т 1209 • Т 1212 — Олександрівка М12 — Новоукраїнка Т 1222 • Т 1504 — М13 — Рівне Т 1221 — ШишкинеТ 1216 — Бобринець Н14 — Устинівка Т 1210 • Т 1216 | 166 км                          |

## Дороги місцевого значення

### Обласні автомобільні дороги
| Індекс та номер дороги | Маршрут у межах району                                       | Протяжність у межах району, км |
| ---------------------- | ------------------------------------------------------------ | ------------------------------ |
| Кропивницький район    |                                                              |                                |
| О121501                | Олександрівка — Медведівка (межа Черкаської області)         | 13,2 км                        |
| О121502                | Красносілка — Бандурове — Кам'янка (межа Черкаської області) | 6,7 км                         |
| О121503                | Букварка — до а/д Н14 — Гайдамацьке                          | 20,2 км                        |